# Венді Старленд
Венді Старленд — американська співачка, авторка пісень, музична продюсерка та живописиця з Лос-Анджелеса. Уведена до Зали слави піснярів; названа найкращим починаючим виконавцем за версією VH1. Брала участь у записі альбому Мобі Last Night, номінованому на Греммі. Вперше стала відомою завдяки підтримці Шерил Кроу та Джека Вайта на Мічиганському міжнародному спідвеї. Брала участь у записі альбому Леді Гаги The Fame, який переміг у номінації «Найкращий альбом десятиліття» за версією Billboard, перебуваючи шістдесят два зі ста восьми тижнів під № 1 у Top Dance/Electronic у чарті альбомів цього десятиліття.

## Кар'єра
Старленд була названа в Книзі Бекхемхауса як одна з «Великих співачок» разом із Аретою Франклін, Біллі Голідей, Еттою Джеймс і Наталі Коул. Сингл Венді Старленд «Dancing with the Sea» вийшов на Universal разом із Норою Джонс, Фейст та Еді Брікелл. Пісня посіла 8-ме місце в музичних чартах, що дало можливість співачці гастролювати Європою. Starland підписала великий контракт на видання музики з BMG Rights Management. Венді Старленд була відомою виконавицею на MI Fest, виступаючи на «розігріві» Шеріл Кроу та Джека Вайта. Старленд також виступала на Каннському кінофестивалі під час благодійного заходу Cinemoi Network на благо Дітей об'єднаних націй разом із продюсером і ді-джеєм Полом Окенфолдом, Ешлі Сімпсон та Еваном Россом . Венді Старленд виступала з Кі Аренсом і Джеймсом Борном для Rock-N-Relief Concert Лінди Перрі. І віртуальні, і живі виступи відбувалися на стадіоні Доджер. Окрім Starland, до списку увійшли Foo Fighters, Шерил Кроу та deadmau5. Венді Старленд співала перед виступом тринадцятикратної володарки Греммі Леді Гаги та уклала з нею угоду на співпрацю з мультиплатиновим продюсером для Бейонсе, Джессіки Сімпсон, Вітні Г'юстон та Брітні Спірс, що призвело до того, що Леді Гага підписала контракти з основним лейблом і видавництвом. Старленд і Леді Гага писали пісні разом, поки вона допомагала розвивати свій бренд і маркетингову стратегію.
Старленд є провідною вокалісткою альбому Moby «Last Night», який посів друге місце в чартах Billboard. Вона також була представлена в наступному альбомі Мобі Last Night Remixed. Венді Старленд також брала участь у записі альбому Біллі Рея Сайруса Thin Line. Старленд також виступала разом з Крісом Шифлеттом з Foo Fighters, Крісом Корнеллом, Рейчел Платтен, Шоном Полом, Ґевіном Дегроу, Grandmaster Flash, Шоною Колвін, Вондою Шепард, Fishbone, The English Beat, Майком Познером, The Pointer Sisters, Карлом Денсоном, The Romantics, Ронні Данном, Джонатан Брук та Люсі Вудворд. Вона також виступала на Міжнародному кінофестивалі в Торонто, на прем'єрі фільму Адріана Греньє «Підліткове папараццо» в 2011 роцію
Венді Старленд написала і записала пісні з або для Snoop Dogg, Ben Lee, The Wu Tang Clan, Capone-N-Noreaga з репером Capone й Island Def Jam та Apl.de.ap з Black Eyed Peas, а також переможця American Idol, Медді Поппе .
Її музику можна було почути в сотнях фільмів і телевізійних шоу, включно з серіалами MTV The Hills, Jersey Shore, Spiker, The Rules, Weekend Getaway та рекламою двох серіалів NBC у прайм-тайм, Las Vegas і Hawaii. Венді Старленд надала право на використання ліцензії на понад сто пісень для кількох мереж, зокрема MTV, Vh1, NBC, ABC, E!, CBS і FOX. Її пісня «Reveal The Sunshine» стала темою телевізійної рекламної кампанії розкішної круїзної компанії Cunard, підрозділу Carnival Cruise Lines. Старленд виконала, була співавторкою та співпродюсеркою пісні для рекламної кампанії Carmen Steffens за участю супермоделі Victoria's Secret Алессандри Амброзіо.
Старленд стала співавторкою, виконавицею і співпродюсеркою пісні для фільму The Original. Вона написала музику та саундтрек до телевізійного шоу «Stilettos» творців «Справжнього детектива». Крім того, Старленд пише та продюсує музику й саундтрек до фільму «Любов до грошей» із Семюелем Л. Джексоном, Біллі Бобом Торнтоном, Джессікою Біл та Емінемом у головних ролях.
Старленд була співавторкою і продюсеркою 16 пісень для відеогри Rock Band 3, а також для відеогри Rocksmith від Ubisoft разом з Rolling Stones Aerosmith і Red Hot Chili Peppers на Xbox та PlayStation 3. Старленд є відомою виконавицею в мобільному додатку SongArc, де вона ексклюзивно попередньо випустила свою пісню «Raven», яку написав і продюсував Іво Морінг.
Старленд виступила продюсеркою і співавторкою хіта RapScallions «Can You Feel It». Пісня була ліцензована на НХЛ і НБА на FOX Sports, а також використовується Лос-Анджелес Кінгс, Нью-Йорк Рейнджерс, Колорадо Аваланч, Індіана Пейсерз, Сан-Дієго Падрес, Канзас-Сіті Чифс, Сент-Луїс Блюз, Нью-Йорк Джаєнтс і Денвер Бронкос під час внутрішньоігрових тренувань на своїх аренах, зокрема в Медісон-сквер-гарден і Стейплс-центр. «Can You Feel It» також було ліцензовано Carl's Jr, Harley-Davidson і Mercedes-Benz.
Старленд є засновницею і генеральною директором філантропічного звукозаписного лейблу та маркетингової платформи Give Back Entertainment. GBE розповсюджується в усьому світі через Universal/INgrooves. GBE співпрацює з лініями одягу, Pink Pump і P2, щоб зібрати гроші та повідомити про фонд Make-A-Wish Foundation, провівши показ мод, під час якого двоє дітей Make-A-Wish вийшли на подіум, щоб виконати свої бажання. Відсоток коштів від усіх компакт-дисків Starland, проданих у магазинах Pink Pump і P2, був переданий фонду Make-A-Wish.

## Модель
Про Венді Старленд писали у великих виданнях, зокрема у Vogue, Elle (журнал), Harper's Bazaar, Marie Claire, Vanity Fair, New York Post, Los Angeles Times, Us Weekly, People, Billboard та Hollywood Reporter, серед інших. Зображення Старленд з'являлися на обкладинках кількох журналів, зокрема часописів Image & Style, Style Cruze Magazine, Ellements Magazine, Imirage Magazine, CMN Magazine, Esmee Magazine, Surreal Magazine, Surreal Lifestyle Magazine, HP Magazine, Blowout Magazine, The Starz United Magazine (CEO/ Засновник Донні Лі Ферроу), і журналу Eclair.
Венді Старленд була моделлю Нью-Йоркського тижня моди для лінії одягу високої моди Sima Collezione, де її образ розмістили на престижному рекламному щиті на Таймс-сквер у Нью-Йорку. Крім дефіле на закритті показу Тижня моди в Нью-Йорку, Старленд вийшла на подіум Тижня моди в Парижі та Тижня моди в Мілані. Старленд була представленою моделлю для показу мод журналу Forbes до Міжнародного жіночого дня в Абу-Дабі. Окрім Венді Старленд, Forbes також зібрав на подіумі культових супермоделей Тайру Бенкс та Павліну Порізкову . Захід отримав понад чотири мільярди показів онлайн, і його відвідали деякі з найвпливовіших і найвпливовіших жінок світу, зокрема Гілларі Клінтон, Тайра Бенкс, засновниця і генеральна директор Huda Beauty / Huda Kattan, співачка Лорен Грей та Її Королівська Високість Принцеса Ламія бінт Маджид. Аль-Сауд та багато інших.
Венді Старленд фігурує в рекламній кампанії Gordana Gehlhausen для її нової лінії одягу, а також була представлена на обкладинці журналу Ellements. Вона також є обличчям лінії ювелірних виробів Bvlgari Anna e Alex, де її музику можна завантажити разом із покупкою. Starland є популярною моделлю для розкішної лінії догляду за шкірою BB Lifestyle, Seoulfull Skin Food, а також органічних рослинних добавок DVN ALN і лінії одягу Boy Meets Girl.
Старленд була головною моделлю, представленою в рекламній кампанії лінії розкішного одягу, ювелірних виробів і ароматів для Morreale Paris, а також була моделлю купальника для кампаній Misurare і Ananova LA. Starland є обличчям люксових брендів Atelieria, а також Barollo, зокрема, в таких журналах Glamour і People. Одяг цього бренду носять такі знаменитості, як Анджеліна Джолі, Маріса Томей і Кейтлін Дженнер . Крім того, Венді Старленд була обрана до номінації The Hottest New York Models of All Time.

## Участь у телепроєктах
Старленд була єдиною суддею музичного таланту у французькому телесеріалі «Ангели». Вона знялася ві десятому сезоні Les Anges телевізійної мережі NRJ 12, досягаючи в середньому від 500 000 до 700 000 переглядів кожного з епізодів. У шоу Старленд вирішила розкрити французьку знаменитість Сару Ван Ельст, яка раніше була представлена в 4-му сезоні The Voice. Старленд і Ван Елст з'явилися разом у хітовому телевізійному шоу Extra з Маріо Лопесом. Старленд була запрошеною доповідачкою на магістерській програмі музичного коледжу Берклі, а також учасницею дискусії «Влада жінок у музиці» в Інституті музикантів.

## Живопис
Журнал Welum назвав Венді Старленд сучаснлю да Вінчі за її мистецькі таланти. NBC News стверджує: стиль живопису Венді Старленд поєднує плавні деталізовані елементи фотореалізму з пишним стилем живопису, що нагадує постімпресіоністів та експресіоністів. Її твори мають класичний і позачасовий відтінок. Крім того, Венді Старленд є представницею новаторського стилю, тому її виставка Haptagram NFT є новаторським моментом в історії мистецтва. Олійні картини Старленд були представлені на заході, організованому журналом Forbes у галереї Blue chip, Winn Slavin Fine Art, на Родео-Драйв у Беверлі-Гіллз в Каліфорнії. Галерея образотворчого мистецтва Winn Slavin представляє таких майстрів мистецтва, як Пікассо та Сальвадор Далі. Старленд створила серію картин олією на тему часу, які були натхненні фотографіями, зробленими Darwin World Media. Оскільки остання серія Старленд користується великим попитом серед колекціонерів мистецтва з усього світу, Венді Старленд було названо новою «It Girl» у світі мистецтва.

## Нагороди
- Номінація на Греммі за альбом Мобі «Last Night», головна вокалістка;
- Уведена до Зали слави авторів пісень, сингл «Dancing with the Sea»;
- Нагорода VH1, в номінації «Найкращий артист-початківець»;
- HOT 107 FM, визнана «Найкращою піснею»;
- Міжнародний конкурс авторів пісень «Тонос», найкраща пісня «Stolen Love»;
- Визначено як «Найкраща пісня» за запитами слухачів на KIX 92.1 FM, «The Finish Line»;
- Незалежна музична премія, «Найкраща пісня»;
- Brooklyn Arts Council, «Найкраща пісня»;
- Номінація «Найкращий інді-виконавець» за голосами слухачів на радіостанції WNRC 97.5 FM у Бостоні (США);
- Номінація на премію METEOR для Blink.